# Carlos Gregorio Malbrán
Carlos Gregorio Malbrán fue un médico y legislador argentino de fines del siglo XIX y principios del XX, pionero en la investigación bacteriológica en su país y figura de la salud pública argentina.

## Biografía
Carlos Gregorio del Carmen Malbrán nació en 1862 en Andalgalá, provincia de Catamarca, hijo de Manuel Francisco Malbrán Recalde y de su segunda esposa, Carlota Figueroa.
Estudió en la Facultad de Medicina de la Universidad de Buenos Aires y en 1882 comenzó a trabajar en medicina interna en la misma ciudad. Fue practicante del Hospital San Roque entre 1883 y 1886, y aún sin doctorarse, en diciembre de ese año fue enviado por el gobierno nacional para ayudar a combatir un brote de cólera en la provincia de Mendoza y estudiar la enfermedad. En 1887 se doctoró con una tesis sobre la Patogenia del cólera, que sería publicada y le garantizaría temprana fama.

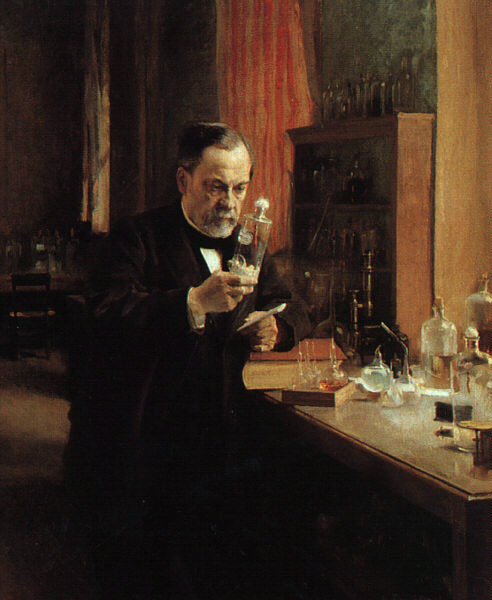
Estudio de microbiología de Pasteur.

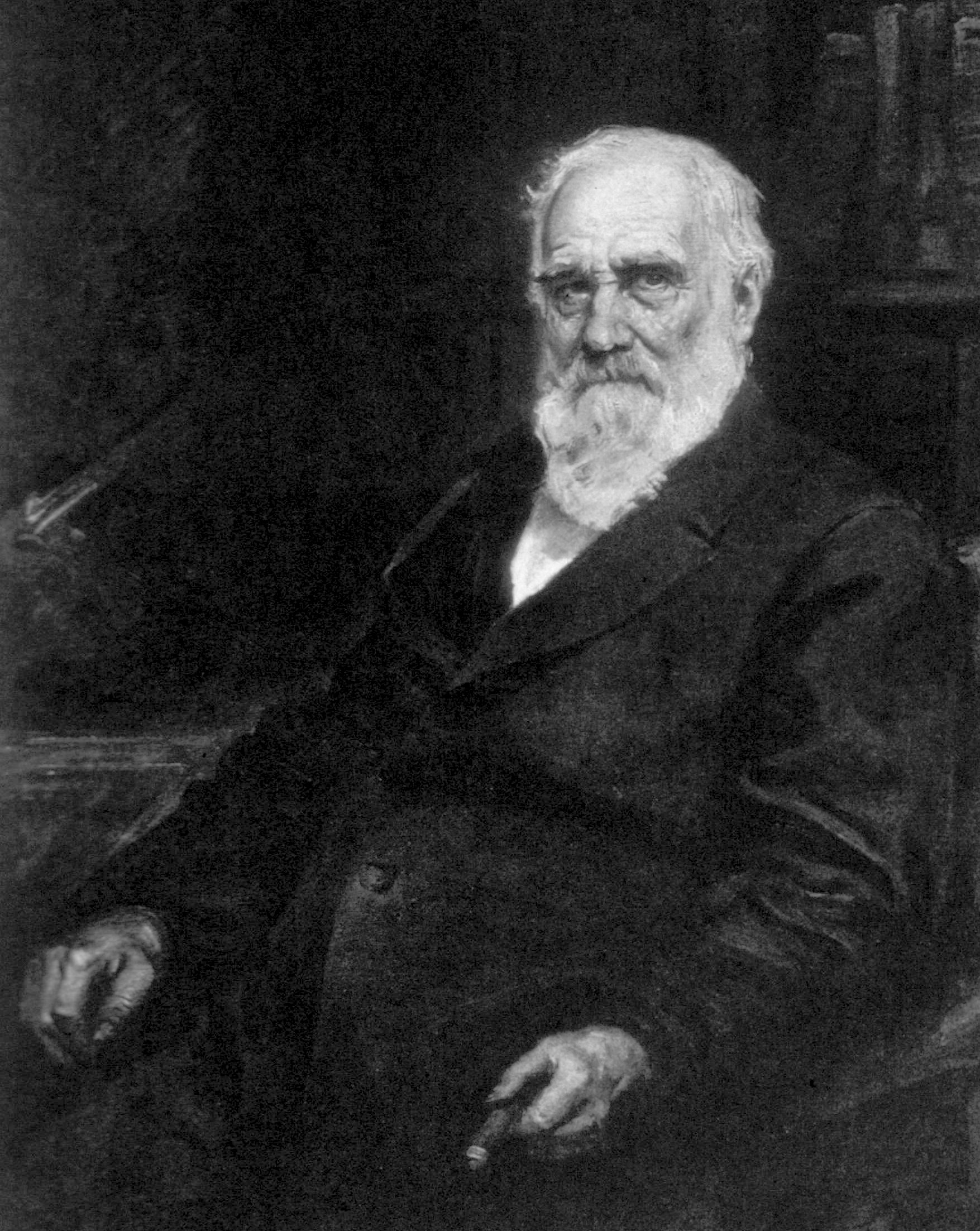
Max Joseph Pettenkofer

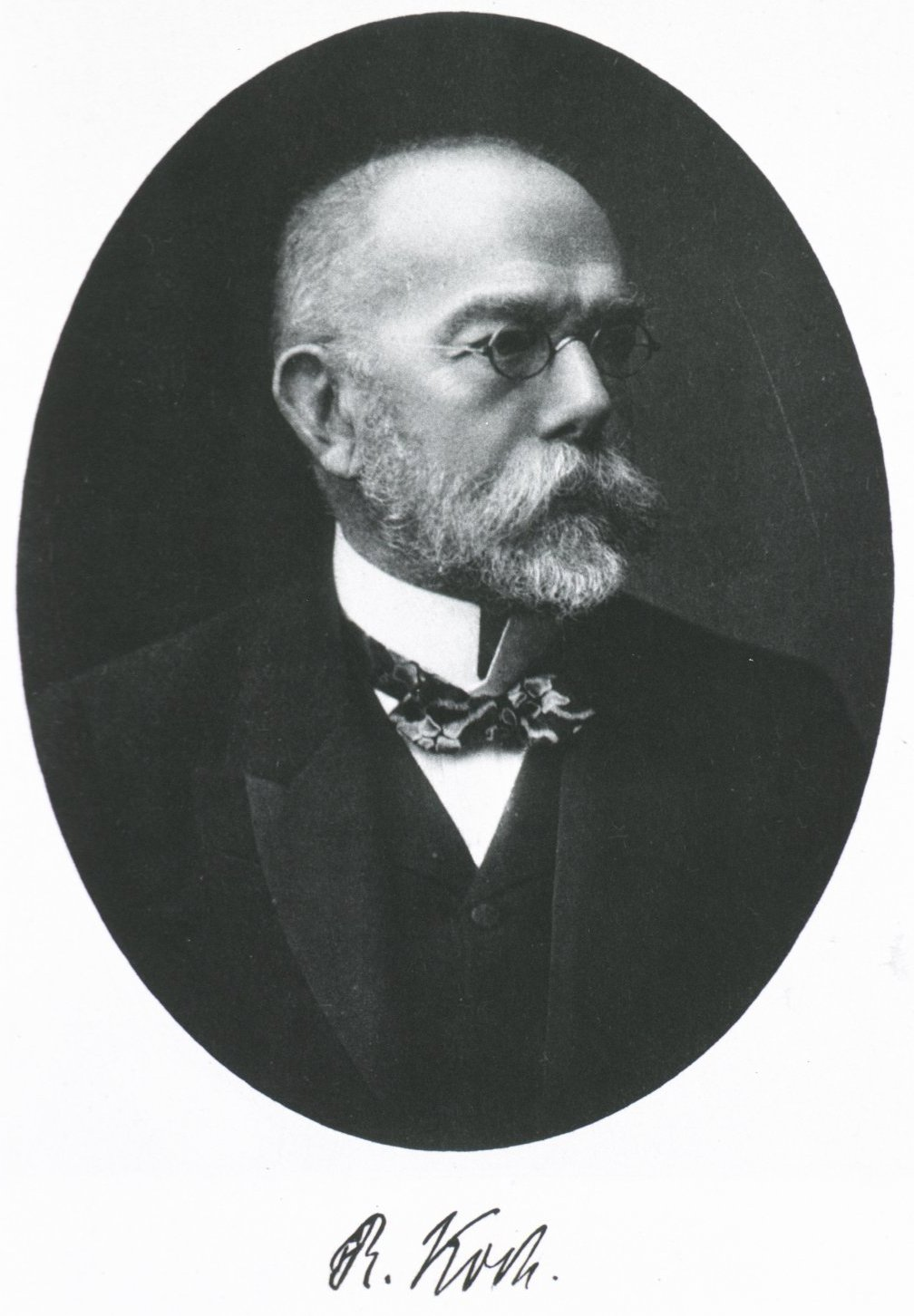
Robert Koch

Para esa época la teoría microbiana de Louis Pasteur había sido aceptada y avanzaban los conocimientos sobre las infecciones bacterianas, los mecanismos para combatirla y el reconocimiento de su importancia para la actividad sanitaria. En la Argentina sería Malbrán el encargado de difundir la nueva teoría y práctica desde su cátedra y la actividad pública.
En la ciudad de Buenos Aires trabajó en diversos hospitales. En enero de 1888 fue enviado por el gobierno argentino para estudiar el uso de los sueros contra la tuberculosis y la difteria en el Instituto de Higiene de Múnich, bajo la dirección de Max Joseph von Pettenkofer (1818-1901), y en el Instituto de Higiene de Berlín, con Robert Koch (1843-1910). Representó también a su país en varios congresos internacionales sobre las principales enfermedades contagiosas y parasitarias, incluyendo la peste bubónica y la malaria.
Tras su regreso en 1889 fue nombrado miembro de la Comisión de Buenos Aires para la Gestión de Residuos y en 1892 se convertía en el primer Inspector Técnico de Higiene de la Municipalidad. Fue nombrado también jefe de trabajos prácticos de Anatomía Patológica y luego profesor suplente de la misma materia.
En abril de 1890 se hizo cargo de la dirección del Instituto de Anatomía Patológica y en 1894 fue nombrado jefe de la sección bacteriológica del Departamento Nacional de Higiene, integró diversas comisiones de carácter profiláctico, integró el jurado para designar profesor de Medicina Legal y representó al gobierno de Catamarca ante el Primer Congreso Nacional de Higiene en septiembre del mismo año.
Por decreto del 3 de octubre siguiente, fue comisionado por el Ministerio del Interior para estudiar, con los profesores Emil Adolf von Behring y Pierre Paul Émile Roux, la antitoxina diftérica, desempeñando al mismo tiempo el cargo de corresponsal del diario La Nación.
Fue el fundador de la cátedra de Bacteriología en la Facultad de Ciencias Médicas, inaugurando el curso en el año 1897. Desempeñó dicha cátedra hasta 1920. 
Fue posteriormente consejero y vicedecano de la Facultad de Medicina de la Universidad de Buenos Aires.
Malbrán fue el principal propulsor de la salud pública de su país y trabajó también en la prevención, profilaxis y tratamiento de la malaria, el quiste hidatídico y la lepra.
En 1899 presidió la delegación argentina para colaborar ante el brote de peste bubónica en Paraguay.
En enero de 1900 fue designado presidente del Consejo de Higiene. El semanario Caras y Caretas lo calificó entonces de «uno de los médicos jóvenes del país que más se han distinguido en estos últimos tiempos por su preparación y su actividad».
Desde esa función, impulsó la lucha contra la lepra y organizó y presidió una conferencia nacional con ese objetivo. Asimismo, su consejo movió a la sanción de la Ley Nº 4687 de Farmacia.
Ese mismo año representó al país en la Convención Sanitaria Internacional entre la Argentina, Uruguay y Paraguay. También concurrió a congresos médicos sanitarios en Santiago de Chile, Buenos Aires, Montevideo y Río de Janeiro.
En 1902 presidió la Conferencia Nacional de Lucha Contra la Malaria. Ese mismo año fue autorizado a gestionar ante el Directorio del Banco Nacional en liquidación la transferencia de unos terrenos en Barracas, próximos a la Casa de Aislamiento y otros centros asistenciales como el Hospital Guillermo Rawson y los de "Alienados" y "Alienadas", para la construcción del Instituto Nacional de Microbiología y Conservatorio de Vacunas.
En 1903, representó a la Argentina en el Congreso Internacional de Medicina de Madrid.
En 1904 se puso la piedra fundamental del Instituto Nacional de Microbiología.
En 1906 presidió la Conferencia Nacional Sobre la Lepra y al año siguiente fue designado Presidente del Consejo de Salud Pública de la Ciudad de Buenos Aires.
En 1907 representó al país en el Tercer Congreso Argentino Americano en Montevideo. En 1909, fue designado Miembro de Número de la Academia Nacional de Medicina (Argentina) en la sección Biología.
En abril de 1910 resultó elegido Senador Nacional por la provincia de Catamarca. Desde su banca impulsó la aprobación de leyes relacionadas con la salud pública, entre ellas la de vacunación obligatoria, la que establecía el protocolo a seguir frente a la malaria, impuestos sanitarios y normas para la actividad farmacéutica.
El 10 de julio de 1916 fue finalmente inaugurado el Instituto de Bacteriología o de Microbiología, que incluía un depósito de vacunas, lo que fue considerado uno de los principales logros de la salud pública argentina de la época.
El establecimiento, en cuya creación Malbrán tuvo un papel fundamental y que se convertiría en un importante centro de investigación en microbiología, llevaría en su honor el nombre de Instituto Nacional de Microbiología Carlos G. Malbrán.
Publicó numerosos ensayos, trabajos en revistas especializadas y diez libros entre los que destacan Apuntes sobre salud pública (1931) y Patogenia del cólera.
Escribió acerca de sífilis, dermatología, lepra, paludismo, higiene alimentaria, difteria, vacunas, tuberculosis, legislación sanitaria y medicina legal, sanidad marítima y ejercicio de la medicina.
Falleció el 1 de agosto de 1940 en la ciudad de Buenos Aires.